# Liste du patrimoine immobilier du Nord-du-Québec
Cette liste recense les biens du patrimoine immobilier du Nord-du-Québec inscrits au répertoire du patrimoine culturel du Québec. Cette liste est divisée par municipalité régionale de comté géographique.

## Eeyou Itschee Baie-James
| Bien patrimonial                           | Illustration               | Municipalité             | Adresse | Coordonnées                         | No    | Constr. | Catégorie               | Rec. | Notes |
| ------------------------------------------ | -------------------------- | ------------------------ | ------- | ----------------------------------- | ----- | ------- | ----------------------- | ---- | ----- |
| Sites archéologiques de la Colline-Blanche | Image manquante Téléverser | Eeyou Istchee Baie-James |         | 51° 04′ 08″ nord, 72° 54′ 14″ ouest | 92716 |         | Site patrimonial classé | 1976 |       |

## Kativik
La région n'a pas de bien patrimonial.